# Shiratori Emiko
Shiratori Emiko (白鳥 英美子 Bạch Điểu Anh Mĩ Tử), sinh ngày 16 tháng 3 năm 1950) là một ca sĩ người Nhật Bản. Bà đã hát ở Thế vận hội Mùa đông 1972 ở Sapporo và Thế vận hội Mùa đông 1998 ở Nagano. Bà là vợ của Sumio Shiratori và mẹ của ca sĩ Maika Shiratori.
Năm 1969, Emiko Shiratori đã hợp tác với Akutagawa Sumio thông qua hãng thu âm Toshibi Emi. Cả hai đã tạo nên một nhóm nhạc dân gian; You and Me. You and Me đã đạt được thành công lớn ở Nhật Bản và từ năm 1969 đến 1973 đã phát hành trung bình 2 album và 4 đĩa đơn mỗi năm. Năm 1973, Emiko đã phát hành album solo đầu tiên của mình và đã tiếp tục biểu diễn solo suốt thập niên 1970.
Là ca sĩ chính thức của video game Final Fantasy IX, bà đã hát ca khúc chủ đề "Melodies of Life" bằng cả tiếng Anh và tiếng Nhật. Do sự nổi tiếng của bả tiếng Anh Melodies of Life, một single đặc biệt đã được phát hành riêng mà không nằm trong đĩa nhạc Final Fantasy IX Original Soundtrack. Năm 2006, bà được Uematsu Nobuo mời trình diễn một bản Melodies of Life song ngữ tại Final Fantasy Voices Concert. Bà sẽ thể hiện một bản phối âm trữ tình bằng cả hai thứ tiếng Anh và Nhật. Bà cũng hát bản soạn lai của ca khúc "Epona's Song" trong The Legend of Zelda: Ocarina of Time Re-Arranged Album và bản nhạc dạo đầu và kết thúc của Tanoshii Muumin Ikka. Shiratori đã có ít nhất một bài hát xuất hiện trên chương trình Minna no Uta của đài NHK.

## Sự nghiệp ca nhạc
Con đường nghệ thuật của Emiko Shiratori có thể nói là trải đầy hoa, rực rỡ sắc màu vinh quang. Năm 1972, khi Thế Vận Hội mùa Đông được tổ chức tại thành phố Sapporo, Thế vận hội đầu tiên được tổ chức ở Nhật Bản, bà đã là người vinh dự được hát bài hát khai mạc, với ca khúc " Ballad of A Rainbow and Snow" (Bản ballad của cầu vồng và tuyết). Chưa dừng lại tại đó, năm 1998, lại một lần nữa bà vinh dự được chọn là ca sĩ thể hiện bài hát chính thức của Olympic mùa Đông khi nó được tổ chức tại thành phố Nagano, với ca khúc " Flowers For You-Những bông hoa tặng bạn". Cho tới nay, bà là ca sĩ duy nhất trên thế giới 2 lần hát trong lễ khai mạc Olympic ! Chỉ riêng điều đó có lẽ cũng đã quá đủ để nói lên uy tín của bà trong làng âm nhạc Nhật Bản rồi. Ngoài hai thành công lớn đó ra, Emiko còn vô số những thành công khác như những bài hát trong các chương trình truyền hình "Hotel" và "Moomin". Bà cũng hát trong bộ phim " Doraemon", một bộ phim được chuyển thể từ bộ truyện tranh về chú mèo máy thông minh Doraemon rất được trẻ em Nhật Bản và trẻ em các nước châu Á, trong đó có cả Việt Nam ưa thích.
Ngoài ca hát ra, Emiko cũng khá thành công trong lĩnh vực sáng tác, bà chính là người đã viết lại lời bằng tiếng Celtic (Một loại tiếng địa phương của Anh) cho ca khúc " Aeris's Theme", một ca khúc cũ trong Final Fantasy VII, và ca khúc này đã được thể hiện bởi Rikki, ca sĩ chính trong Final Fantasy X.